# Gustav Adolph zu Hohenlohe-Schillingsfürst
Gustav Adolph zu Hohenlohe-Schillingsfürst (Rothenburg, 26 februari 1823 - Rome, 30 oktober 1896) was een prins uit het huis Hohenlohe en een Duits geestelijke en kardinaal van de Rooms-Katholieke Kerk.
Gustav Adolph zu Hohenlohe-Schillingsfürst was de zoon van de katholieke vorst Franz Joseph zu Hohenlohe-Schillingsfürst en diens protestantse vrouw Konstanze zu Hohenlohe-Langenburg, en een jongere broer van de latere Beierse minister-president prins Chlodwig zu Hohenlohe-Schillingsfürst. Hij bezocht de gymnasia van Ansbach en Erfurt. Aan de Universiteit van Bonn studeerde hij rechten en vervolgens studeerde hij theologie aan het seminaries van Breslau en München. Van 1846 tot 1847 studeerde hij aan de Pauselijke Ecclesiastische Academie, de diplomatenopleiding van de Heilige Stoel. Hij werd in januari 1849 gewijd tot priester. Hij trad meteen hierop toe tot de pauselijke familie, waar hij in 1857 werd benoemd tot geheim aalmoezenier Zijner Heiligheid, belast met het beheer van de kas met gelden die door de paus bestemd waren voor liefdadige doelen. Even later werd hij titulair aartsbisschop van Edessa in Macedonië, hij ontving zijn bisschopswijding uit handen van paus Pius IX zelf, die hem even later ook bedacht met de eretitel van Bisschop-troonassistent.
Tijdens het consistorie van 22 juni 1866 werd Hohenlohe-Schillingsfürst kardinaal gecreëerd, met de rang van kardinaal-priester. De Santa Maria in Traspontina werd zijn titelkerk. Kardinaal zu Hohenlohe nam deel aan het Eerste Vaticaans Concilie, waar hij zich - tevergeefs - verzette tegen het dogma van de pauselijke onfeilbaarheid. Hoewel hij zijn verzet na het Concilie staakte, nam hij ontslag uit de pauselijke huishouding en keerde hij terug naar Duitsland. Otto von Bismarck wilde hem in 1872 benoemen tot Duits gezant bij de H. Stoel, maar Pius IX was het verzet van Hohenlohe niet vergeten en weigerde diens geloofsbrieven te aanvaarden. De kardinaal nam deel aan het conclaaf van 1878 dat leidde tot de verkiezing van paus Leo XIII. Deze benoemde hem in 1879 tot kardinaal-bisschop van het suburbicair bisdom Albano. Hij legde deze functie neer na een meningsverschil met de Romeinse Curie in 1883. Nu weer opgenomen in de rangen der kardinaal-priesters kreeg hij de titelkerk van San Callisto. In 1895 kreeg hij de San Lorenzo in Lucina als titelkerk.
Hohenlohe-Schillingsfürst, die in september 1896 al een hartaanval had gehad terwijl hij een badhuis bezocht, overleed een maand later, na een hartstilstand die hij kreeg nabij de Basiliek van Santa Maria Maggiore. Hij werd begraven op de Campo Santo dei Teutonici e dei Fiamminghi in Vaticaanstad.
- Bibliothèque nationale de France: cb162123256 (data)
- Gemeinsame Normdatei: 116955422
- International Standard Name Identifier: 0000 0000 6120 9116
- Library of Congress Control Number: no2008122423
- Virtual International Authority File: 52454872